# Federationen Bosnien och Hercegovina
Federationen Bosnien och Hercegovina (bosniska och kroatiska: Federacija Bosne i Hercegovine, serbiska: Федерација Босне и Херцеговине) är den ena av Bosnien och Hercegovinas två entiteter. Den andra är Serbiska republiken.

## Historia
Federationen Bosnien och Hercegovina bildades genom Washingtonavtalet 1994 då regeringen i den kroatiska republiken Herceg-Bosna gick samman med den bosniakiska regeringen. I och med Daytonavtalet 1995 blev federationen en entitet i staten Bosnien och Hercegovina.

## Demografi
Federationen är i huvudsak bebodd av bosniaker och kroater vilket gör att den ibland informellt kallas muslim-kroatiska federationen. Dock fastslog den konstitutionella domstolen år 2001 att serber skulle förklaras som den tredje konstitutionella folkgruppen i federationen. Detsamma hände i Serbiska republiken för kroater och bosniaker.
Enligt en uppskattning av befolkningen 2002 utgjorde bosniaker majoriteten av befolkningen med 70 procent och kroater den näst största befolkningsgruppen med 28 procent. Serber utgjorde cirka 1,6 procent men antalet är i dag troligen högre då serber kontinuerligt återvänder från Serbiska republiken och Serbien till sina hem som de hade före kriget. Serber är i majoritet i kommunerna och städerna Drvar, Bosansko Grahovo, Glamoč och Bosanski Petrovac.

## Politik
Federationen Bosnien och Hercegovina är en federation bestående av 10 kantoner. Federationen har långtgående självstyre inom Bosnien och Hercegovina och varje kanton har betydande självstyre inom federationen. Se federationen Bosnien och Hercegovinas kantoner. Federationen består av för närvarande 79 kommuner. Federationen har en president och två vicepresidenter. Av dessa ska en vara bosniak, en kroat och en serb. De väljs av parlamentet.
Presidenten och vicepresidenterna utser regeringen, som består av en premiärminister och 16 ministrar, av vilka åtta ska vara bosniaker, fem kroater och tre serber. Federationens parlament består av representanthuset, bestående av 98 direktvalda ledamöter, och folkens hus, bestående av 58 ledamöter, 17 bosniaker, 17 kroater, 17 serber och sju andra, som utses av kantonernas parlament.

## De fem största städerna i Federationen Bosnien och Hercegovina

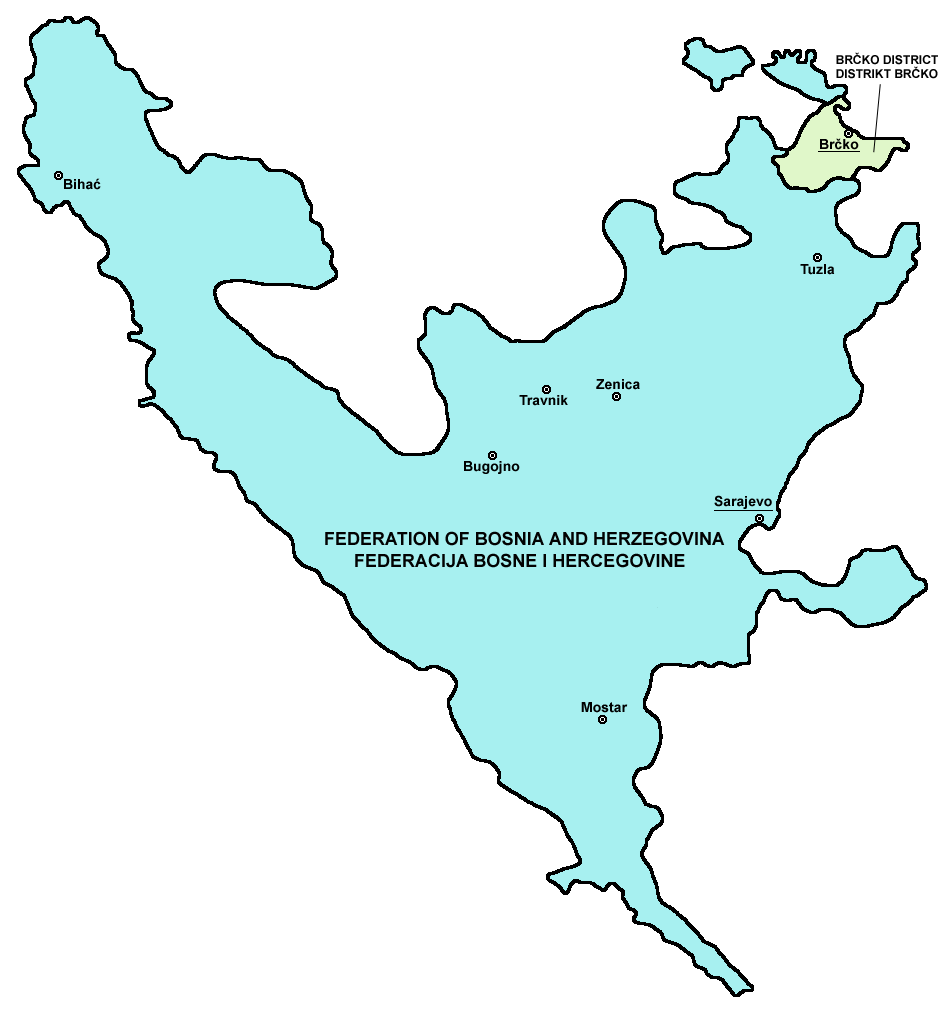

- Sarajevo
- Tuzla
- Zenica
- Mostar
- Bihać

## Andra större städer
- Travnik
- Livno
- Cazin
- Tomislavgrad
- Bosanska Krupa
- Gradačac
- Tešanj
- Sanski Most
- Srebrenik
- Široki Brijeg
- Visoko
- Goražde

## Kantoner

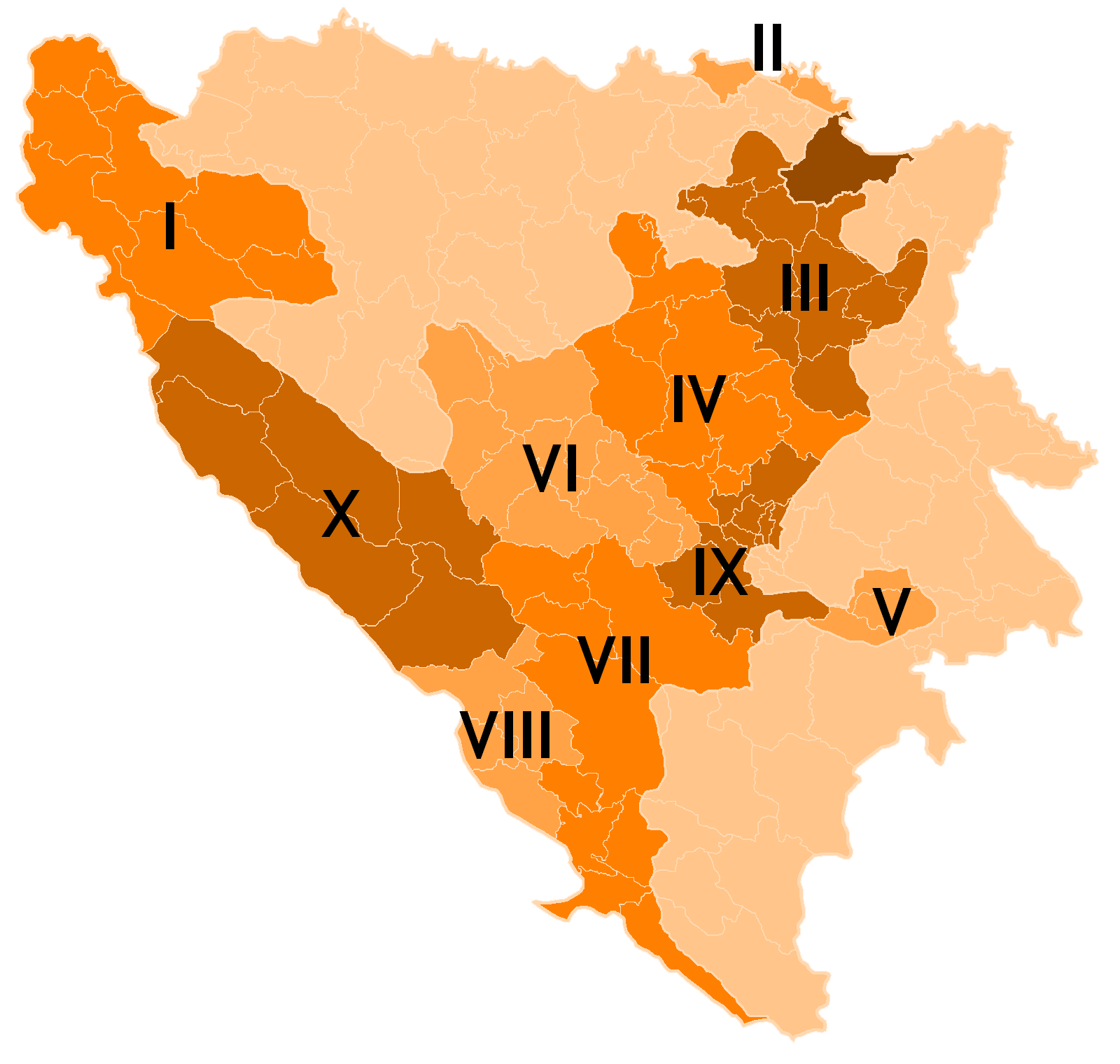
Federationens tio kantoner.

- I. - Una-Sana kanton
- II. - Posavina kanton
- III. - Tuzla kanton
- IV. - Zenica-Doboj
- V. - Bosna-Podrinje kanton
- VI. - Centrala Bosnien kanton
- VII. - Hercegovina-Neretva kanton
- VIII. - Västra Hercegovina kanton
- IX. - Sarajevo kanton
- X. - Kanton 10

## Galleri

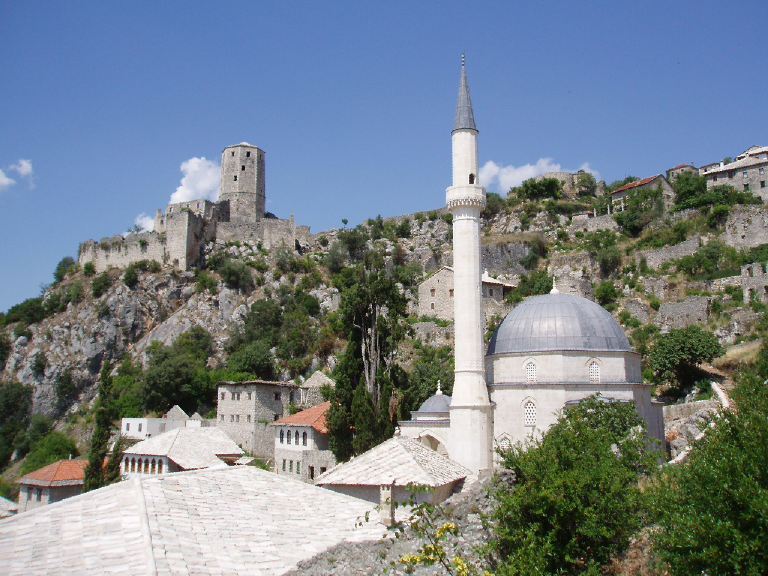
Počitelj i närheten av Mostar.
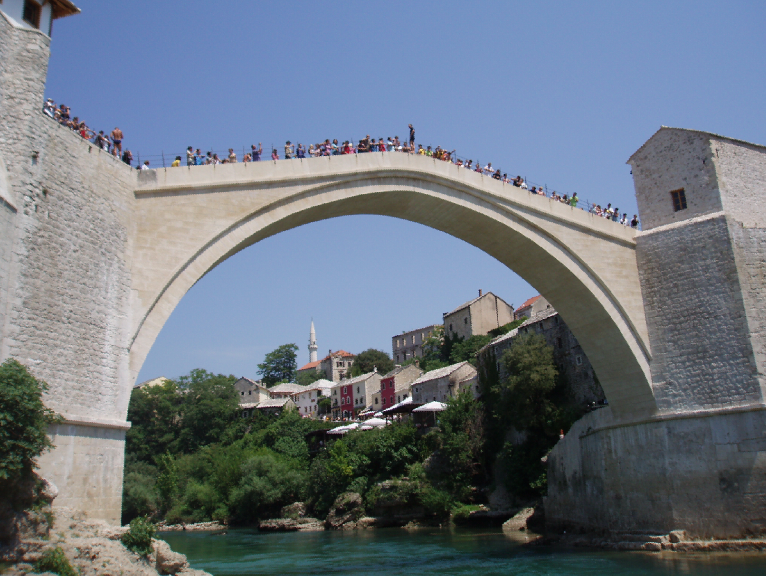
Stari most i Mostar.
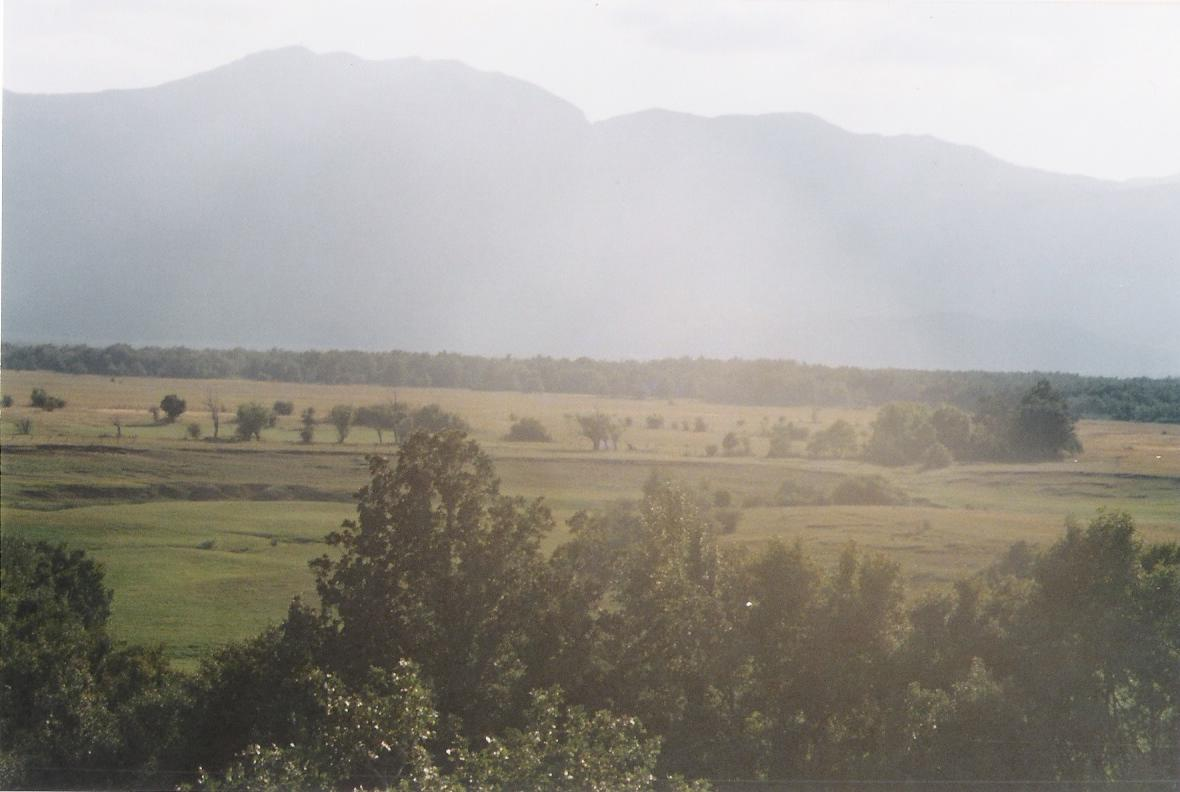
Troglav.
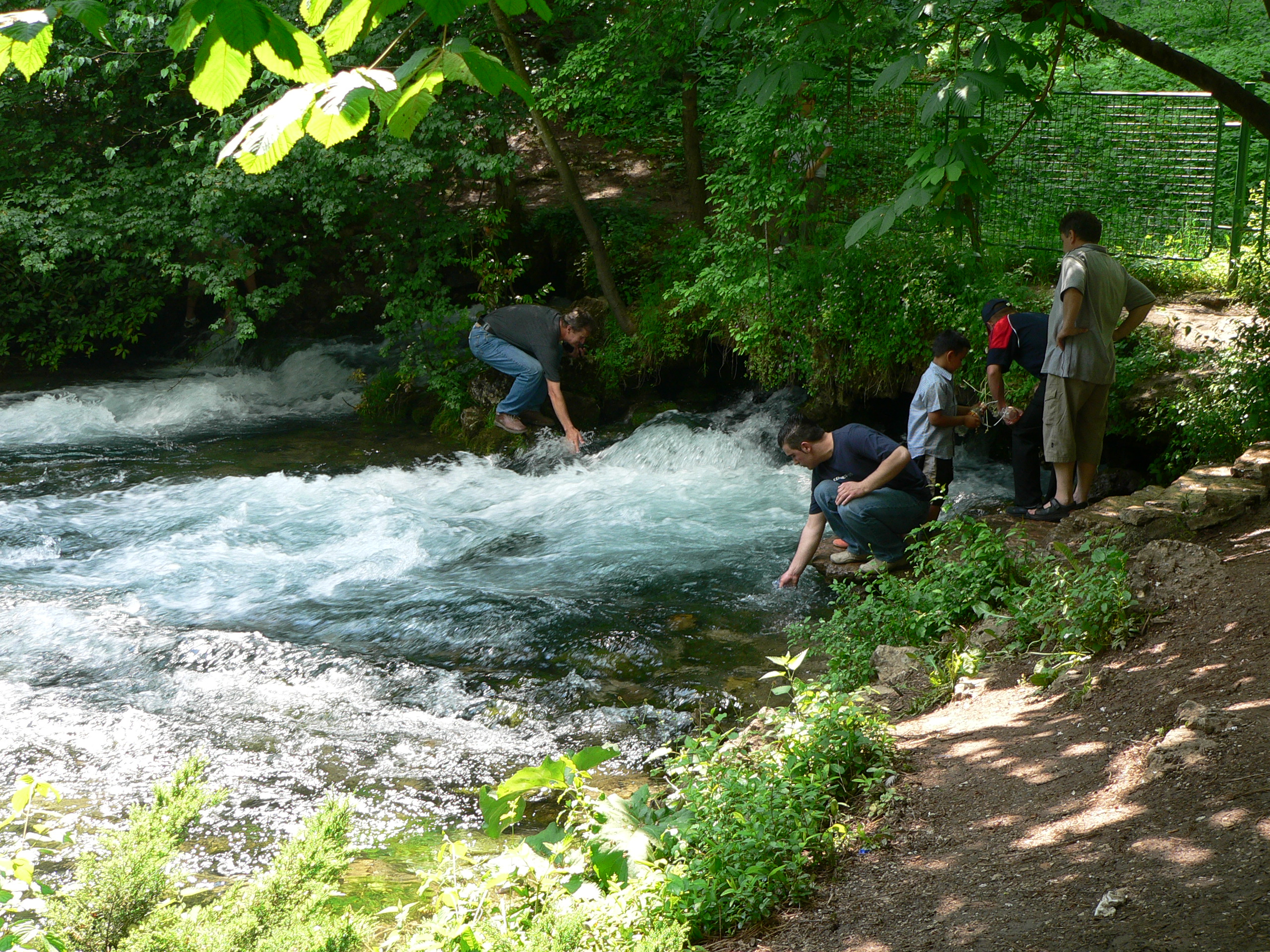
Vrelo Bosne.
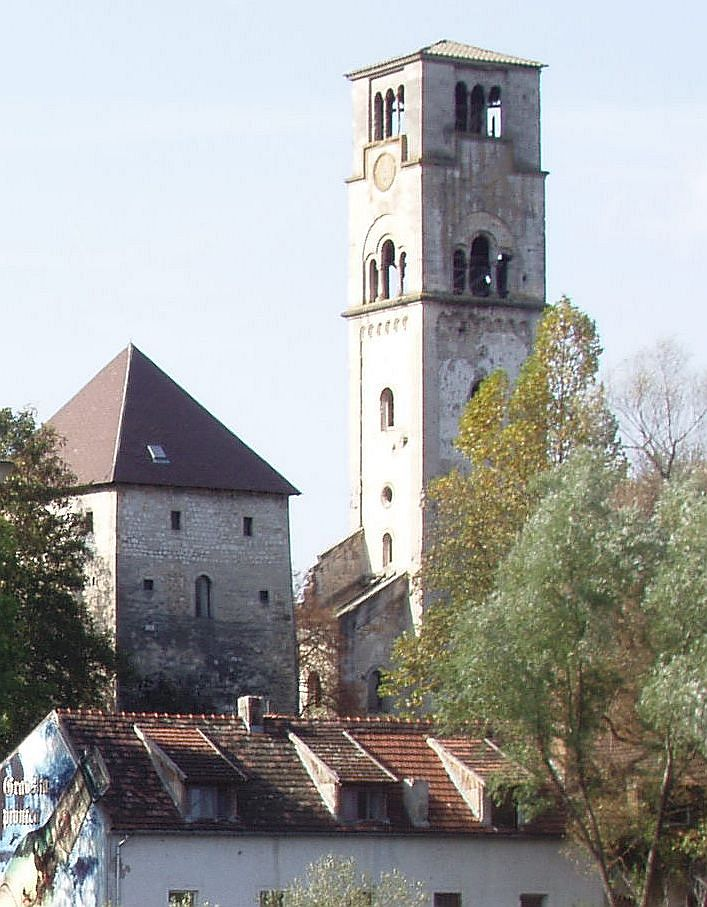
Tornet i Bihać.
Federationens tidigare statsvapen.